# Quadro (cinema)
Il quadro nel cinema è la cornice entro la quale sono contenute le immagini, lo spazio bidimensionale che delimita la narrazione visiva.
Il quadro è percepibile anche quando nero o vuoto: il quadro preesiste alle immagini, ne è il luogo di proiezione delimitato e visibile. Il quadro è il contenente che c'era già prima delle immagini e potrà continuare ad esistere dopo.
Nel cinema muto, i cartelli e i titoli affermano l'esistenza e lo spazio del quadro.